# 日本医用歯科機器学会
日本医用歯科機器学会（にほんいようしかききがっかい、The Japan Society of Dental Equipments;JSDE）とは、歯科医療で用いられる器具について取り扱う専門学術団体の一つである。

## 概要
1990年に日本歯科道具研究会として設立、1997年に日本歯科道具学会と、2000年に日本医用歯科機器学会となる。2008年現在、会長は斎藤毅。

## 本部事務局
- 〒101-8310　東京都千代田区神田駿河台1-8-13 日本大学歯学部保存学教室歯内療法学講座

## 学会誌
- 『日本医用歯科機器学会誌』(The journal of Japan Society of Dental Equipments) 年2回発刊 ISSN 1881-7734 全国書誌番号:01014600

## 学会賞
- 道具大賞